# Bartók István (püspök)
Bartók István (? – Nagyszombat, 1666. március 19.) püspök.

## Élete
Debrődről származott, Olmützben a jezsuitáknál végezte tanulmányait, és ott nyert 1637. augusztus 11-én magiszteri fokot; alig volt egy évig pozsonyi kanonok, amikor 1647-ben esztergomi kanonok, azután pécsváradi apát (1657), scopiai választott püspök, 1663. július 19-én nagyprépost és tinnini (knini) fölszentelt püspök lett.

## Munkái
Beniczky Péter verseit kiadta Nagyszombatban, s előszót írt hozzájuk, 1664-ben. Ezen kiadás ugyan nem lelhető fel, de a kolozsvári 1670. évi kiadás Bartók István esztergomi vikáriusnak Nagyszombatban 1664-ben kelt előbeszédével jelent meg. Beniczky Péter 1664. február 8-án kelt végrendeletében hálásan emlékezik meg Bartókról, akire értékes emléktárgyakat hagyott.
A Szelepcsényi-féle katolikus énekeskönyvet több izben újra kinyomatta.